# Djalminha
Djalma Feitosa Dias (Santos, 9 de dezembro de 1970), mais conhecido como Djalminha, é um ex-futebolista brasileiro que atuava como meio-campista. Atualmente é comentarista dos canais da ESPN Brasil, onde também participa do programa Resenha ESPN.
Filho de Djalma Dias, ex-zagueiro da Seleção Brasileira, Djalminha tinha as principais características de um meio-campista clássico: o domínio de bola preciso, além de dribles desconcertantes e passes/lançamentos milimétricos, demonstrando toda sua técnica e criatividade. O meia iniciou no Flamengo, teve grande passagens por Guarani e Palmeiras, mas foi no Deportivo La Coruña onde viveu o melhor momento da sua carreira.
Após ter se aposentado dos gramados, atuou como jogador de showbol e, posteriormente, passou a trabalhar como comentarista esportivo.

## Carreira

### Flamengo
Apesar de torcer para o Vasco da Gama em sua infância devido a sua admiração por Roberto Dinamite, Djalminha ingressou nas categorias de base do Flamengo. O meia fez seu primeiro jogo profissional pelo rubro-negro em uma partida contra o América-RJ, válida pelo Campeonato Carioca de 1989.
No ano seguinte, fez parte do elenco vencedor da Copa do Brasil de 1990 juntamente com companheiros dos juniores vencedores da Copa São Paulo do mesmo ano. Curiosamente, sete campeões participaram dos jogos contra o Botafogo na final do Campeonato Brasileiro de 1992, que rendeu o penta brasileiro ao clube: Fabinho, Júnior Baiano, Piá, Nélio, Paulo Nunes, Marcelinho Carioca e Djalminha.
Em 1991, o time começou a jogar no formato tático que lhe daria o penta campeonato brasileiro no ano seguinte, com Gaúcho centralizado na área como referência no ataque, e dois pontas: Marcelinho Carioca ou alternadamente Paulo Nunes pela direita, e Nélio ou alternadamente Djalminha pela esquerda.
Uma briga com Renato Gaúcho numa partida contra o São Cristóvão, válida pelo Campeonato Carioca de 1993, foi a gota d'água para sua saída do Flamengo. Djalminha deixou o Flamengo na metade daquele ano, e no total pelo clube rubro-negro, atuou em 133 jogos.

### Guarani e Shimizu S-Pulse
Do Flamengo seguiu para um recomeço no Guarani em 1993, numa troca por empréstimo com Edu Lima e passe fixado em 700 mil dólares. Logo em seu primeiro ano, atuou em 20 partidas, marcou sete gols e faturou a Bola de Prata da revista Placar.
Em 1994, o meia teve um excelente desempenho no Campeonato Paulista, marcando 21 gols em 31 jogos. Djalminha permaneceu duas temporadas no clube de Campinas sendo o grande armador do time. E apesar da equipe contar com outros bons jogadores, como Zanata, Edu Marangon e Fábio Augusto, seu companheiro de divisões de base rubro-negra, o meia transferiu-se para o futebol japonês, sendo contratado pelo Shimizu S-Pulse.
Não se adaptando à vida no Japão, no mesmo ano em que saiu, Djalminha retornou ao Guarani. Em seu retorno compôs um famoso trio na história do Bugre, jogando de meia, armando jogadas e fazendo gols juntamente com as então revelações do clube Amoroso e Luizão.

### Palmeiras
Em 1996, Djalminha foi contratado pela multinacional Parmalat para jogar no Palmeiras. Estreou em um amistoso contra a Seleção de Serra Negra-SP, em 14 de janeiro.
Ganhou reconhecimento por brilhar ao armar jogadas com uma qualidade ímpar, roubando a cena em meio a um elenco que à época, repleto de grandes jogadores como Cafu, Júnior, Flávio Conceição, Rivaldo, Müller e Luizão.
Com esse timaço, o Palmeiras venceu o Campeonato Paulista de 1996, quando seu ataque atingiu a histórica marca de 102 gols anotados. No mesmo ano, Djalminha recebeu a Bola de Ouro da revista Placar como melhor jogador do Campeonato Brasileiro. Mais tarde, o meio-campista chegaria a declarar que aquela fora a melhor equipe pela qual já havia atuado em toda sua carreira.
Ao todo pelo Palmeiras, o jogador disputou 90 partidas (59 vitórias, 17 empates e 14 derrotas) e marcou 50 gols.

### Deportivo La Coruña
A carreira de Djalminha atingiu seu ápice em 1997, quando ele foi o meia da Seleção Brasileira que disputou e conquistou a Copa América. A partir deste seu sucesso na Seleção, o reconhecimento internacional acabou rendendo-lhe a passagem para a Europa, mais precisamente para a Espanha, onde veio a defender o Deportivo La Coruña, de 1997 a 2002. Na Galiza tornou-se ídolo após a conquista inédita da La Liga de 1999–00.
Entretanto, na temporada 2002, o temperamento de Djalminha tornou a atrapalhar sua carreira, visto que, durante um treino, ao desentender-se com seu treinador Javier Irureta, agrediu-o com uma cabeçada. Naturalmente, foi afastado da equipe e negociado com um clube da liga austríaca, o Austria Viena.

### Seleção Brasileira
No entanto, o pior de tudo foi que a notícia de seu ato indisciplinar também acabou repercutindo em seu futuro na Seleção Brasileira. Antes cotado para a disputa da Copa do Mundo de 2002, Djalminha acabou ficando de fora dos planos do técnico Felipão, dando lugar ao então novato Kaká na Seleção Brasileira. Seu ciclo na Seleção foi finalizado com apenas 14 jogos e cinco gols.

### Austria Viena e América-MEX
Em 2003, após uma temporada inteira no Austria Viena, o meia conquistou o Campeonato Austríaco e a Copa da Áustria. Apesar do desejo austríaco, não foi possível exercer o direito de compra de seu passe devido ao alto valor de seu salário que era irreal para realidade do futebol austríaco. Depois de ter especulado um possível retorno ao Palmeiras, que então encontrava-se na Série B, Djalminha voltou ao La Coruña. Em seguida, após se ver sem contrato e se dizer desestimulado com as propostas que surgiam, assinou com o América e teve uma curta passagem pelo clube mexicano, seu último como profissional. O meio-campista marcou seu último gol da carreira em agosto de 2004, convertendo uma bela cobrança de falta num empate por 1–1 contra o Santos Laguna. Meses depois, em fevereiro de 2005, anunciou sua aposentadoria do futebol aos 34 anos de idade.

## Cavadinha
Djalminha foi o jogador responsável por executar a primeira cobrança estilo cavadinha no Brasil, tornando-a conhecida do público brasileiro. Por esse motivo, muitos torcedores acreditam que o jogador tenha sido o inventor desse estilo de bater pênalti. Na verdade, a cavadinha foi criada ainda em 1976, pelo jogador tchecoslovaco Antonín Panenka, na final da Euro 1976.
Djalminha executou a cavadinha pela primeira vez em um jogo do Guarani contra o Internacional de Porto Alegre, sendo o goleiro adversário, na ocasião, o argentino Sergio Goycochea, famoso por ser um grande pegador de pênaltis. Seu estilo de cobrança foi depois adaptado por Marcelinho Carioca, e hoje é muito utilizado no futebol mundial, sendo executado inclusive em uma final de Copa do Mundo, pelo craque francês Zinédine Zidane. No Brasil, o jogador que mais lançou mão desse recurso foi o uruguaio Loco Abreu.

## Pós-aposentadoria

### Showbol
Após parar de jogar profissionalmente, Djalminha passou a dedicar-se ao showbol, uma modalidade diferente de futebol de salão. No Mundialito de Showbol de 2006, realizado na cidade de Jerez de la Frontera, na Espanha, Djalminha foi o artilheiro da competição, vencida pelo Brasil. De quebra, ainda foi eleito o melhor jogador daquele campeonato.
Em 2007, no primeiro Torneio Rio-São Paulo de Showbol, Djalminha jogou pelo Flamengo, ao lado de velhos companheiros dos tempos de juniores no rubro-negro. Dois anos depois, em julho de 2009, conquistou o Campeonato Brasileiro de Showbol diante do Santos, com o placar de 11–8. Voltou a conquistar o Campeonato Brasileiro no dia 30 de abril de 2010, derrotando o Corinthians por 9–7, e dando o bicampeonato ao clube carioca.
No ano de 2012, reeditou o trio com Amoroso e Luizão e disputou o Campeonato Paulista de Showbol pelo Guarani.

### Comentarista
Passou a trabalhar como comentarista no início de 2014, no programa Jogo Aberto, da TV Bandeirantes. Ao lado do também ex-meia Pedrinho e da apresentadora Larissa Erthal, Djalminha apresentava a edição que ia ao ar para os estados do Rio de Janeiro, Distrito Federal e Amazonas.
Em 2015, após ter deixado a Band, foi contratado pela ESPN Brasil como comentarista.

## Controvérsias
Parte da crítica e do público enquadra Djalminha em um grupo de craques injustiçados, que mereciam ter tido mais chances na Seleção Brasileira, principalmente no que refere à convocação para a Copa do Mundo. Além de Djalminha, em 1994 e 1998, Neto (1990), Evair (1994), Alex (2002 e 2006), Ronaldinho Gaúcho, Paulo Henrique Ganso e Neymar (os três em relação a Copa de 2010) também são apontados em tal situação.
Segundo a revista Placar em 2002, o treinador Vanderlei Luxemburgo teria chamado Djalminha de "craque-celular", aquele que não funciona quando você precisa dele nos jogos decisivos.

## Estatísticas
| Ano  | Clube             | Jogos | Gols | Média de gols x jogo |
| ---- | ----------------- | ----- | ---- | -------------------- |
| 1989 | Flamengo          | 2     | 0    | 0                    |
| 1990 | Flamengo          | 41    | 7    | 0.17                 |
| 1991 | Flamengo          | 26    | 3    | 0.12                 |
| 1992 | Flamengo          | 28    | 7    | 0.25                 |
| 1993 | Flamengo          | 32    | 11   | 0.34                 |
| 1993 | Guarani           | 20    | 7    | 0.35                 |
| 1994 | Guarani           | 31    | 21   | 0.68                 |
| 1994 | Shimizu S-Pulse   | 11    | 4    | 0.37                 |
| 1995 | Guarani           | 45    | 19   | 0.42                 |
| 1996 | Palmeiras         | 60    | 32   | 0.53                 |
| 1997 | Palmeiras         | 35    | 13   | 0.37                 |
| 1997 | La Coruña         | 26    | 8    | 0.31                 |
| 1998 | La Coruña         | 34    | 8    | 0.24                 |
| 1999 | La Coruña         | 33    | 10   | 0.33                 |
| 2000 | La Coruña         | 30    | 12   | 0.40                 |
| 2001 | La Coruña         | 31    | 1    | 0.03                 |
| 2002 | Austria Viena     | 12    | 3    | 0.25                 |
| 2003 | La Coruña         | 20    | 2    | 0.10                 |
| 2004 | América do México | 10    | 1    | 0.10                 |

| Total de jogos | Total de gols | média gols x jogo |
| -------------- | ------------- | ----------------- |
| 528            | 170           | 0,32              |

- Obs: as estatísticas dos clubes contabilizam todas as competições (de clubes), inclusive amistosos pelo Deportivo La Coruña.

### Gols pela Seleção Brasileira
| Data                   | Adversário     | Gols |
| ---------------------- | -------------- | ---- |
| 13 de novembro de 1996 | Camarões       | 1    |
| 13 de maio 1997        | Noruega        | 1    |
| 13 de junho de 1997    | Costa Rica     | 2    |
| 26 de junho de 1997    | Peru           | 1    |
| 6 de fevereiro de 2002 | Arábia Saudita | 1    |

## Títulos
Flamengo
- Copa São Paulo de Futebol Júnior: 1990
- Copa do Brasil: 1990
- Campeonato Carioca: 1991
- Copa Rio: 1991
- Campeonato Brasileiro: 1992

Palmeiras
- Campeonato Paulista: 1996

Seleção Brasileira
- Copa América: 1997

Deportivo La Coruña
- Troféu Ramón de Carranza: 1998
- La Liga: 1999–00
- Supercopa da Espanha: 2000 e 2002
- Copa do Rei: 2002

Austria Viena
- Campeonato Austríaco: 2003
- Copa da Áustria: 2003
- Supercopa da Áustria: 2003

América do México
- Supercopa do México: 2004–05

Flamengo Showbol
- Campeonato Brasileiro de Showbol: 2009, 2010, 2012 e 2013
- Campeonato Carioca de Showbol: 2010, 2011 e 2012
- Torneio Rio-São Paulo de Showbol: 2010 e 2012

### Prêmios individuais
- Bola de Prata da revista Placar: 1993[13] e 1996
- Bola de Ouro da revista Placar: 1996[39]